# Giacomo Oddi
Giacomo Oddi (1679. – 1770.) bio je talijanski biskup i kardinal.
Dodijeljen mu je 15. travnja 1745. kardinalski naslov hrvatske crkve svetog Jeronima u Rimu. Naslov je zadržao do 12. siječnja 1756., optirajući za kardinalski naslov crkve svete Anastazije.

### Članci
- Bogdan, Jure. 2005. Hrvatska crkva svetog Jeronima u Rimu i njezini kardinali naslovnici. Crkva u svijetu. Sveučilište u Splitu - Katolički bogoslovni fakultet. Split. 40 (2): 187–205